# Ясная Поляна (Крым)
Я́сная Поля́на (укр. Ясна Поляна, крымскотат. Yasnaya Polâna, Ясная Поляна) — исчезнувшее село в Раздольненском районе Республики Крым, располагавшийся в северо-восточной части района в степном Крыму, примерно в 1,5 километрах восточнее современного села Максимовка.

## История
Впервые в исторических документах селение встречается в Статистическом справочнике Таврической губернии. Ч.II-я. Статистический очерк, выпуск пятый Евпаторийский уезд, 1915 год, согласно которому на хуторе Ясная Поляна (Анны Нестеровны Булгаковой) Коджамбакской волости Евпаторийского уезда числился 1 двор с русским населением в количестве 1-го человека приписных жителей и 2 — «посторонних».
После установления в Крыму Советской власти, по постановлению Крымревкома от 8 января 1921 года № 206 «Об изменении административных границ» была упразднена волостная система и в составе Евпаторийского уезда был образован Бакальский район, в который включили село, а в 1922 году уезды получили название округов. 11 октября 1923 года, согласно постановлению ВЦИК, в административное деление Крымской АССР были внесены изменения, в результате которых округа были отменены, Бакальский район упразднён и село вошло в состав Евпаторийского района. Согласно Списку населённых пунктов Крымской АССР по Всесоюзной переписи 17 декабря 1926 года, на хуторе Ясная Поляна, Кучук-Асского сельсовета Евпаторийского района, числилось 5 дворов, все крестьянские, населяло 5 русских жителей. Последний раз селение встречается на карте 1931 года.